# Saline de Miserey

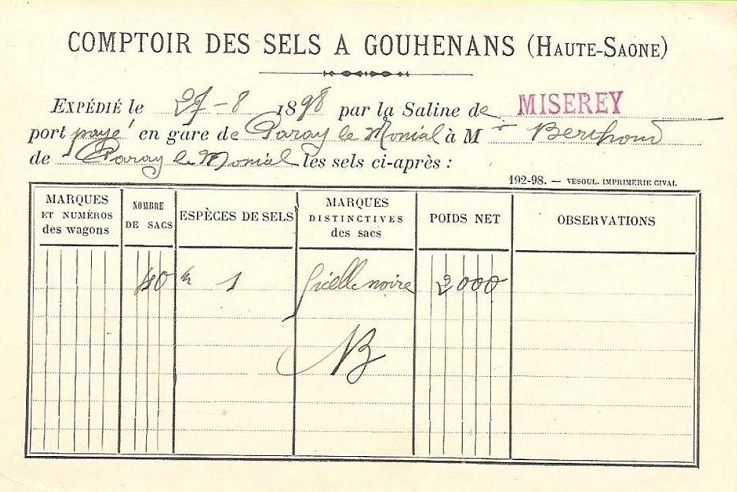
Le comptoir des sels à la saline de Gouhenans recevant du sel de Miserey.

La saline de Miserey exploite un banc de sel gemme de 55 mètres d'épaisseur entre 1866 et 1967 à Miserey-Salines dans le département du Doubs, en région de Bourgogne-Franche-Comté. La saline a produit un million de tonnes de sel avec une moyenne pouvant atteindre les 10 000 tonnes annuelles. Une canalisation alimente Besançon-les-Bains,.
Le gisement exploité correspond au bassin salifère de Franche-Comté daté du Trias supérieur.